# Frederick Stapleton
Frederick Stapleton (Nottingham, 11 maart 1877 - Nottingham, 9 november 1939) was een Brits waterpolospeler.
Tijdens de Olympische Zomerspelen 1900 won Stapleton met de Britse ploeg de gouden medaille.
Stapleton nam tijdens dezelfde spelen ook deel aan het zwemmen.
Thomas Coe · Robert Crawshaw · William Henry · John Jarvis · Peter Kemp  · Victor Lindberg · Frederick Stapleton